# Rodolfo Cortés
Rodolfo Eduardo Cortés Ferrada (Rancagua, 12 de febrero de 1926-ibíd., 6 de octubre de 1999) fue un político chileno, militante de Renovación Nacional (RN). Se desempeñó como alcalde de la comuna de Rancagua entre 1989 y 1992.

## Biografía
Nació en 1929, hijo de Ricardo Cortés y Celia Ferrada. Estudió en el Instituto O'Higgins de Rancagua de su ciudad natal. El 26 de abril de 1958 contrajo matrimonio con Clyde Díaz Núñez.
Fue alcalde de la ciudad de Rancagua en el período 1989-1992. En las elecciones municipales de 1992 fue derrotado por el candidato del PPD, Esteban Valenzuela Van Treek, por una pequeña diferencia, ya que Valenzuela obtuvo el 14,2% de los votos, mientras que Cortés Ferrada logró un 13,23% de las preferencias, siendo elegido concejal. 
Cortés volvería a presentarse como candidato a alcalde en las elecciones de 1996, pero nuevamente perdió, obteniendo el 6,6% de los votos, por lo que fue concejal nuevamente por el período siguiente. Falleció en el cargo el 6 de octubre de 1999, víctima de un cáncer broncopulmonar.